# 柳金 (杜布羅維察區)
51°41′24″N 26°34′1″E / 51.69000°N 26.56694°E
柳金（烏克蘭語：Людинь），是烏克蘭西北部的村莊，隸屬里夫內州的薩爾內區。該村始建於1550年，面積0.89平方公里，海拔高度141米，2001年該村落人口755。